# Gospodarstvo Južne Afrike
Gospodarstvo Južnoafričke Republike najveće je gospodarstvo na afričkom kontinentu, koje čini oko četvrtine ukupnog afričkog bruto domaćeg proizvoda (BDP). Prema rankingu Svjetske banke Južnoafrička Republika ima gospodarstvo s gornjim srednjim dohotkom, što je čini jednom od samo četiri afričke države u toj kategoriji (uz Bocvanu, Gabon i Mauricijus).
Povijesno je gospodarstvo ove zemlje bilo utemeljeno na primarnom i sekundarnom sektoru, da bi sredinom 20. stoljeća lokalna ekonomija okrenula tercijarnim djelatnostima koje danas generiraju oko 2/3 BDP-a zemlje. Južnoafričko gospodarstvo relativno je raznoliko, a najznačajnije gospodarske grane i aktivnosti su: rudarstvo, poljoprivreda i ribarstvo, automobilska, prehrambena i tekstilna industrija, telekomunikacije, energetika, financijske usluge, nekretnine, turizam, prijevoz, te veleprodaja i maloprodaja.
Iako mnogo naprednije u usporedbi s ostalim afričkim zemljama, gospodarstvo JAR-a pati od kroničnih problema kao što su visoka nezaposlenost, nejednakost i siromaštvo. Oko četvrtine radno aktivnog stanovništva je nezaposleno, a otprilike isti udio živi ispod minimalne granice 1,25 USD na dan. Kriminal je također veliki problem koji odbija investicije i usporava rast, a time i utječe na zapošljavanje. Oko 30% poduzeća u JAR-u navodi kriminal kao veliku prepreku u daljnjim investicijama.

## Povijest
Prije dolaska Europljana u 15. stoljeću, gospodarstvo ovog područja temeljilo se na osnovnoj poljoprivredi i lovu. Bantu narodi koji su živjeli u sjevernom, središnjem i istočnom dijelu današnje Južnoafričke Republike većinom su se bavili stočarstvom, dok su se nomadski Bušmani u južnom i zapadnom dijelu zemlje bavili lovom.
Moderno gospodarstvo ovog područja počinje 1652. dolaskom nizozemskih doseljenika koje je poslala Nizozemska istočnoindijska kompanija kako bi opskrbljivali prolazeće brodove. Kolonija je s vremenom rasla, a ubrzo su se u ova područja doselili francuski Hugenoti i Nijemci. Kolonisti su se počeli baviti poljoprivredom u komercijalne svrhe, te je tako ta aktivnost postala glavna okosnica gospodarstva.
Krajem 18. stoljeća Britanci osvajaju ova područja, te nameću svoju kulturu. Ovo dovodi do velike burske selidbe u unutrašnjost zemlje zvane Veliki Trek. Buri u unutrašnjosti osnivaju svoje nezavisne države (Transvaalska Republika i Slobodna Država Oranje) u kojima poljoprivreda nastavlja biti glavna aktivnost.
Godine 1870. u Kimberleyju su otkrivani dijamanti, a 1886. u Witwatersrandu su otkrivene jedne od najvećih zaliha zlata na svijetu, zbog čega je rudarstvo ubrzo postala dominirajuća gospodarska aktivnost. Zbog velikog bogatstva u zlatu, Britanci napadaju burske republike i 1902. osvajaju kontrolu nad njima nakon drugog burskog rata. U ovo vrijeme dolazi do industrijalizacije, te do osnivanja prvih južnoafričkih sindikata.
Vlada je provodila politiku kojom su prava različitih rasa zakonski odvojena. Godine 1948. na izborima pobjeđuje Nacionalna stranka koja odmah počinje provoditi strogu rasnu politiku zvanu apartheid kojom su ekonomske privilegije najviše pripale bijelcima, a najmanje crncima. Ova politika strogo je kritizirana od međunarodne zajednice, te je dovela do sankcija Južnoafričkoj Republici.
Prvi izbori na kojima su mogli sudjelovati pripadnici svih rasa održani su 1994., a na njima pobjeđuje Afrički nacionalni kongres. Nova vlast pokušala je ekonomski integrirati nekad diskriminirani dio društva u gospodarstvo ove zemlje koje je tada bilo oštećeno zbog dugogodišnjih sankcija i unutarnjih sukoba.
U ovom razdoblju smanjena je inflacija, a javne financije su stabilizirane, dok je djelomično privučen strani kapital. Gospodarski rast ipak još nije bio zadovoljavajući. Početkom 2000. predsjednik Thabo Mbeki obećao je ubrzati rast i dovesti strane investitore, na način tako da vlada ubrza privatizaciju, olabavi zakone o radu, te smanji nepotrebnu državnu potrošnju. Ovoj politici usprotivili su se sindikati. Od 2004. gospodarski rast se ubrzao, a s njim i pad nezaposlenosti, te stvaranje kapitala.

### Povijesni razvoj gospodarstva
Ovo je prikaz gospodarskih trendova Južnoafričke Republike prema procjenama MMF-a:
| Godina              | BDP, mlrd. USD | tečaj prema USD | Stopa nezaposlenosti | Prihod p.c. u usporedbi sa SAD-om |
| ------------------- | -------------- | --------------- | -------------------- | --------------------------------- |
| 1980.               | 80,547         | 0,8267 Randa    | 9,2                  | 22,6                              |
| 1985.               | 57,273         | 2,0052 Randa    | 15,5                 | 9,8                               |
| 1990.               | 111,998        | 2,5419 Randa    | 18,8                 | 13,1                              |
| 1995.               | 151,117        | 3,5486 Randa    | 16,7                 | 13,2                              |
| 2000.               | 132,964        | 6,1188 Randa    | 25,6                 | 8,5                               |
| 2005.               | 246,956        | 5,6497 Randa    | 26,7                 | 12,4                              |
| 2010.               | 363,655        | 7,462 Randa     | 24,9                 | 15,5                              |
| 2015. (predviđanje) | 510,937        | -               | 22,8                 | 18,0                              |

## Sektori gospodarstva
| Sektor                                       | Dodana vrijednost (mlrd. R, po cijenama od 2005.) |
| -------------------------------------------- | ------------------------------------------------- |
| Poljoprivreda, šumarstvo i ribolov           | 40,528                                            |
| Rudarstvo i kamenolomi                       | 96,817                                            |
| Industrijska proizvodnja                     | 289,294                                           |
| Električna energija, plin i voda             | 34,734                                            |
| Građevina                                    | 58,599                                            |
| Veleprodaja, maloprodaja, hoteli i restorani | 239,367                                           |
| Prijevoz, skladištenje i komunikacije        | 174,621                                           |
| Financije, nekretnine, poslovne usluge       | 404,974                                           |
| Opće javne usluge                            | 262,627                                           |
| Privatne usluge                              | 104,676                                           |
| Porezi umanjeni za subvencije                | 205,653                                           |
| BDP                                          | 1.911,890                                         |

### Rudarstvo
Rudarstvo je uvijek bilo pokretačka snaga razvoja, koje je omogućilo ovoj zemlji brži napredak u odnosu na druge afričke zemlje. Razvoj rudarstva na širokoj razini počelo je 1867. otkrićem dijamanata na obalama rijeke Oranje, te otkrićem i početkom eksploatiranja nalazišta kod Kimberleyja nekoliko godina kasnije. Velikoj Witwatersrandskoj zlatnoj groznici 1886., prethodile su zlatne groznice u Pelgrimsrusu i Barbertonu. Otkriće zlata privuklo je na tisuće doseljenika u Witwatersrand i općenito u Južnu Afriku.
Južnoafrička Republika je jedna od vodećih zemalja u rudarstvu i obradi minerala. Iako je udio rudarstva u nacionalnom bruto domaćem proizvodu pao s 21% 1970. na 6% 2011., ono još čini skoro 60% izvoza. Sektor rudarstva čini oko 9% dodane vrijednosti.
Godine 2008., južnoafrički udio u svjetskoj proizvodnji platine bio je oko 77%, a značajni udjeli proizvodnje činili su i kianit i drugi materijali, 55%; krom, 45%; paladij, 39%; vermikulit, 39%; vanadij, 38%; cirkonij, 30%; mangan, 21%; rutil, 20%; ilmenit, 19%; zlato, 11%; fluorit, 6%; aluminij, 2%; antimon, 2%; željezo, 2%; nikal, 2%; i fosfati, 1%. JAR proizvodi po vrijednosti oko 5% brušenih dijamanata u svijetu. Oko 89% svjetskih zaliha platinskih metala nalazi se u JAR-u, a ostale zalihe su: hafnij, 46%; cirkonij, 27%; vanadij, 23%; mangan, 19%; rutil, 18%; fluorit, 18%; zlato, 13%; fosfati, 10%; ilmenit, 9%; i nikal, 5%. Ova zemlja je i treći najveći izvoznik ugljena.

### Poljoprivreda
Službeno poljoprivreda zapošljava oko 10% radno aktivnog stanovništva, što je relativno mali postotak u usporedbi s ostalim afričkim državama. Ovaj sektor čini oko 2,6% južnoafričkog BDP-a. Zbog aridnog tla samo je oko 13,5% zemlje obradivo, a samo 3% smatra se visoko kvalitetnim tlom. Ovaj sektor pogađaju mnogi problemi, kao što je strana konkurencija i kriminal. Zadnjih nekoliko godina vrlo su česti napadi na bijele farmere, a u tim napadima poginule su stotine farmera.
Poljoprivredno najznačajniji su usjevi žitarica koji pokrivaju oko 60% obrađenog tla. Najvažniji ovakav proizvod je kukuruz koji se masovno uzgaja. Proizvodnja kukuruza u godini s obilnim padalinama zapošljava barem 150.000 osoba. Pšenica se također masovno uzgaja na visoko mehaniziranim farmama. Ostale značajne žitarice su sirak i ječam. U prvoj polovici 2010., poljoprivredni sektor je od izvoza uprihodio 10,1 milijardu R, dok je za uvoz proizvoda koji spadaju u taj sektor potrošeno 8,4 milijarde R, što čini trgovinsku bilancu pozitivnom u iznosu od 1,7 milijardi R.
Najvažniji izvozni poljoprivredni proizvodi su: jestivo voće i orašasto voće, pića, konzervirana hrana, duhan, žitarice, vuna, razna hrana, šećer, meso, mlinarski proizvodi, slad i škrob. Ovi proizvodi činili su preko 80% prihoda od izvoza poljoprivrednih proizvoda u prvom tromjesečju 2010. Najvažniji uvozni poljoprivredni proizvodi,koji čine preko 60% uvoza u ovom sektoru u istom razdoblju su: žitarice, meso, soja, pića, duhan, palmino ulje, razna hrana, začini, kava, čaj i konzervirana hrana.
Mljekarska industrija sastoji se od oko 4300 proizvođača koji pružaju zaposlenje za oko 60.000 radnika, te koji omogućavaju zaradu za još 40.000 ostalih osoba.
Godine 2006., prehrambena industrija činila je 24,7% ukupnog proizvodnog outputa. Iako je u gospodarstvu sveukupno stvoreno 975.941 radnih mjesta između 1995. i 2006., u ovoj industriji izgubljeno je 45.977 radnih mjesta. Konkurancija izvana, posebice iz Kine i Indije, bila je ključna za smanjenje izvoza hrane i tekstila, jer su se proizvođači morali natjecati s jeftinijom konkurencijom. Izvoz pića, duhana, drva i kože povećan je vjerojatno zbog prisustva velikih kompetitivnih poduzeća iz ovog područja u JAR-u.

### Industrija
Industrijska proizvodnja čini relativno mali udio u ukupnom gospodarstvu, samo 13,3% zaposlenih radi u ovom sektoru koji čini 15% nacionalnog BDP-a. Iako je cijena rada niska, nije na toliko niskoj razini kao u drugim državama u razvoja, a cijena prijevoza, komunikacija i općenito života je puno viša.
Južnoafrička autoindustrija čini oko 10% južnoafričkog izvoza u ovom sektoru, te generira oko 7,5% BDP-a i zapošljava oko 36.000 radnika. Godišnja proizvodnja 2007. bila je 535.000 vozila, od ukupne svjwtske proizvodnje od 73 milijuna vozila. Iste godine izvezeno je 170.000 vozila, većinom u Japan (oko 29% ukupne vrijednosti izvoza), Australiju (20%), Ujedinjeno Kraljevstvo (12%) i SAD (11%). Južnoafrički izvoz auto dijelova 2006. iznosio je 30,3 milijardi R.
Među velikim kompanijama koje imaju svoje pogone u JAR-u su BMW, Ford, Volkswagen, Daimler AG, General Motors i Toyota. Velika poduzeća za dijelove bazirana u zemlji su Arvin Exhaust, Bloxwitch, Corning i Senior Flexonics. Ukupno u JAR-u posluje oko 200 poduzeća za proizvodnju auto dijelova, te 150 drugih koji su vezani uz autoindustriju. Većina industrije nalazi se u pokrajinama Eastern Cape i Gauteng. Prednosti poslovanja u Južnoafričkoj Republici uključuju niske proizvodne troškove, te pristup novim tržištima koji su rezultat trgovinskih sporazuma JAR-a s Europskom unijom i Južnoafričkom razvojnom zajednicom.
Nakon pada od 10,4% 2009. godine, industrijska proizvodnja bilježi rast od 5% 2010. iako je ovaj rast bio limitirana na određene grane industrije. Na razvoj ovog sektora uvelike utječe slaba potražnja na razvijenim tržištima.

### Usluge
Telekomunikacijska infrastruktura razvijena je u urbanim područjima i pruža efikasnu uslugu. Državna telekomunikacijska kompanija Telkom koja je djelomično privatizirana u zamjenu za početni monopolistički položaj na tržištu obvezala se razviti infrastrukturu na ostalim područjima. Druga mobilna mreža počela je raditi tek 2005. godine, a danas na teritoriju JAR-a posluje pet mobilnih operatera.
Bankarstvo nadzire južnoafrička središnja banka South African Reserve Bank. Ovim sektorom dominiraju četiri velika lokalna igrača: Nedbank, ABSA, Standard Bank i First Rand. Ove banke pružaju usluge za građanstvo, te se baze investicijskim bankarstvom. Ovaj sektor je postao vrlo kompetitivan nakon što su sredinom 1990-ih na tržište ušle mnoge strane banke koje su ranije napustile državu. Johannesburška burza (JSE Limited) je najveća burza u Africi koja je po ukupnoj tržišnoj kapitalizaciji na 18. mjestu u svijetu.
Južnoafrička Republika je popularno turističko odredište koje godišnje bilježi oko 860.000 turističkih dolazaka (ožujak 2008.), od čega oko 210.000 čine turisti izvan Afrike. Turizam čini između 1% i 3% BDP-a ove zemlje. Najpopularniji oblik turizma je ekološki turizam, dok kulturni turizam također razvijen.

## Vanjskotrgovinska razmjena
Od pada apartheida, trgovinska razmjena JAR-a s drugim državama je porasla zbog podizanja sankcija. Uz ostale afričke države, glavni trgovački partneri JAR-a su Njemačka, SAD, Kina, Japan i Ujedinjeno Kraljevstvo. Glavni izvozni proizvodi uključuju kukuruz, dijamante, zlato, metale i minerale, šećer, te vunu. Više od trećine uvoznih proizvoda vezani su uz strojeve i vozila, dok se značajno još uvoze kemijski i naftni proizvodi.

### Uvoz i izvoz
Glavni izvozni partneri JAR-a su Europska unija, Sjedinjene Država i Japan. Među uvoznicima, zadnjih godina najviše je porastao značaj Kine.
| Prvih pet izvoznih proizvoda 2011.            | Prvih pet izvoznih proizvoda 2011. | Prvih pet izvoznih proizvoda 2011. | Prvih pet izvoznih proizvoda 2011. | Prvih pet izvoznih proizvoda 2011. |
| --------------------------------------------- | ---------------------------------- | ---------------------------------- | ---------------------------------- | ---------------------------------- |
| Proizvod                                      | Vrijednost(u milijunima R)         | Postotak od ukupnog                |                                    |                                    |
| Željezo i čelik                               | 55.968                             | 15,51%                             |                                    |                                    |
| Motorna vozila                                | 46.671                             | 12,93%                             |                                    |                                    |
| Plemeniti i obojeni metali                    | 43.751                             | 12,12%                             |                                    |                                    |
| Osnovne kemikalije (izuzev dušikovih spojeva) | 22.111                             | 6,13%                              |                                    |                                    |
| Rafinirani naftni proizvodi                   | 12.525                             | 3,47%                              |                                    |                                    |
|                                               |                                    |                                    |                                    |                                    |
| Ostali izvoz                                  | 360.938                            | 49,85%                             |                                    |                                    |

| Zemlja   | Vrijednost(u milijunima R) | Vrijednost u USD(milijunima dolara) |
| SAD      | 49,374                     | 7.350                               |
| Njemačka | 34.129                     | 5.080                               |
| Japan    | 23.356                     | 3.477                               |
| Zimbabve | 16.741                     | 2.492                               |
| NR Kina  | 16.548                     | 2.463                               |

| Prvih pet uvoznih proizvoda 2011. | Prvih pet uvoznih proizvoda 2011. | Prvih pet uvoznih proizvoda 2011. | Prvih pet uvoznih proizvoda 2011. | Prvih pet uvoznih proizvoda 2011. |
| --------------------------------- | --------------------------------- | --------------------------------- | --------------------------------- | --------------------------------- |
| Proizvod                          | Vrijednost(u milijunima R)        | Postotak od ukupnog               |                                   |                                   |
| Dijelovi motornih vozila          | 55.864                            | 9,46%                             |                                   |                                   |
| Motorna vozila                    | 51.513                            | 8,73%                             |                                   |                                   |
| Rafinirani naftni proizvodi       | 43.657                            | 7,4%                              |                                   |                                   |
| Televizori i radio uređaji        | 23.252                            | 3,94%                             |                                   |                                   |
| Računala i uredska oprema         | 18.927                            | 3,21%                             |                                   |                                   |
|                                   |                                   |                                   |                                   |                                   |
| Ostali uvoz                       | 360.938                           | 67,27%                            |                                   |                                   |

| Zemlja   | Vrijednost(u milijunima R) | Vrijednost u USD(milijunima dolara) |
| NR Kina  | 100.186                    | 14.914                              |
| Njemačka | 76.165                     | 11.338                              |
| SAD      | 53.941                     | 8.030                               |
| Japan    | 34.358                     | 5.115                               |
| Indija   | 28.486                     | 4.240                               |

## Infrastruktura

### Električna energija
JAR godišnje proizvodi oko 240.300 GWh električne energije.procjena za 2007. Najveći dio proizvodnje ove energije namijenjena je domaćem tržištu, ali oko 12.000 GWh godišnje se izvozi u Esvatini, Bocvanu, Mozambik, Lesoto, Namibiju, Zambiju, Zimbabve i ostale južnoafričke države koje sudjeluju u tzv.  Southern African Power Poolu. Manjak električne energije nadoknađuje se uvozom oko 9.000 GWh godišnje iz hidroelektrične centrale na Cahora Bassi u Mozambiku putem 1000 MW dalekovoda.
Većina električnih centrala u JAR-u u vlasništvu su nacionalnog poduzeća za energetiku Eskom. Eskomove elektrane proizvode oko 95% struje u Južnoafričkoj Republici, te oko 45% ukupne električne energije na afričkom kontinentu.
Za dobivanje većine električne energije koristi se ugljen. Južnoafrička Republika bogata je ugljenom, te upravo to pogonsko gorivo koristi većina elektrana. Oko 77% potreba električne energije zadovoljava se na ovaj način, a oko 81% svog ugljena namijenjenoga domaćoj potrošnji koristi se za proizvodnju električne energije. Povijesno je ova činjenica omogućavala JAR-u jeftinu električnu energiju, ali je i razlog zašto je ova država među najvećim svjetskim zagađivačima ugljičnim dioksidom.
Nuklearna elektrana Koeberg s dva reaktora je jedina takva elektrana na afričkom kontinentu. Ova NE čini oko 5% južnoafričke proizvodnje električnom energijom. Iskorišteno gorivo sprema se u Odlagalište radioaktivnog otpada Vaalputs u Northern Capeu.
Zbog problema u mreži i manjka kapaciteta, 2007. događaju se česta zamračenja diljem zemlje. Eskom biva često kritiziran zbog nemogućnosti zadovoljavanja potreba za električnom energijom koje postaju sve veće. Vlada kasnije priznaje da je problem odbijanje novih ulaganja u ovaj sektor. Iako su problemi uklonjeni za nekoliko mjeseci, potražnja za električnom energijom je još uvijek na razini dostupnih kapaciteta, te sve elektrane rade na maksimumu. Vlada i Eskom planiraju gradnju novih elektrana i povećanje udjela nuklearne energije na 20.000 megavata do 2025. godine.

### Vodoopskrba
Južnoafrička Republika je jedna od nekoliko država koja ustavom garantira pristup vodi svojim građanima. Ipak, uživanje ovog prava još nije omogućeno svim građanima. Situacija u vodoopskrbi znatno se popravila od pada apartheida, te je udio stanovništva s pristupom vodi porastao s 83% 1990. na 91% 2008. godine, tj. oko 15 milijuna stanovnika dobilo je pristup vodi u tom razdoblju.
Puno veći problem od opskrbe svježom vodom je kanalizacija. Veliki broj Južnoafrikanaca još uvijek nema pristup kvalitetnom kanalizacijskom sustavu, te koriste primitivna i nehigijenska rješenja. Bolesti zbog ove situacije još uvijek često izbijaju.
Najvažnije rijeke u JAR-u su Oranje, Limpopo, Komati, Maputo, Tugela, Olifants i Breede. Količina vode i učestalost padalina uvelike ovisi o području države. Predviđanja pokazuju da će se u idućih nekoliko desetljeća zalihe vode u dijelovima zemlje drastično smanjiti. Kako bi se sačuvale vode iz velikih rijeka, uspostavljene su komisije za zaštitu i očuvanje tih izvora. Jedan od potencijalnih načina dobivanja vode u budućnosti mogla bi biti desalinizacija morske vode ili izgradnja infrastrukture za dopremanje vode iz rijeke Zambezi.
Plan južnoafričke vlade je uložiti oko 69 milijardi R na vodoopskrbnu infrastrukturu u razdoblju između 2008. i 2015. To uključuje izgradnju novih brana i pomoćne infrastrukture, kao i popravljanje postojeće infrastrukture. Ukupni vodni kapacitet JAR-a procijenjen je na 38 mlrd. metara kubnih, ali za rast gospodarstva do 2025. trebat će oko 65 milijardi kubnih metara. Veliki problem koji opterećuje zastarjeli vodovodni sustav je pretjerana migracija u gradove.

## Tržište rada
Stopa nezaposlenosti u Južnoafričkoj Republici je vrlo visoka i konstantna. Ovaj problem veže se na druge ekonomske i društvene probleme, kao što su nedostatno obrazovanje, loše zdravlje i kriminal. Masovna nezaposlenost u JAR-u počela je 1970-ih godina, a nastavila je rasti kroz 1980-te i 1990-te. Stopa nezaposlenosti je naglo porasla dolaskom na vlast Afričkog nacionalnog kongresa 1994. i pada apartheida. U razdoblju os 1995. do 2001. stopa nezaposlenosti je porasla s 15,6% na 30,3% U drugom kvartalu 2010., nezaposlenost je porasla na 25,3%, dok je broj zaposlenih pao za 61.000 na 12,7 milijuna. Najveći pad zabilježen je u proizvodnoj industriji, koja je izgubila oko 53.000 radnika. U poljoprivredi je izgubljeno 32.000 radnih mjesta, a u građevinskom sektoru oko 15.000. U trećem kvartalu 2010., službeno je bilo nezaposleno 29,80% crnaca, 22,30% obojenih, 8,60 Azijaca i 5,10% bijelaca.
Iako su službeni podaci o nezaposlenosti vrlo visoki, oni ne prikazuju stvarnu sliku o situaciji koja je još dramatičnija. Ovi podaci uključuju samo odrasle osobe koje aktivno traže posao, a ne sve nezaposlene osobe. Samo 41% stanovništva u dobi za radni odnos stvarno i radi, bili prijavljeni ili ne. Ove brojke puno su niže nego u drugim velikim zemljama u razvoju, kao što su Kina, Brazil ili Indonezija. Velika socijalna davanja države, često se zloupotrebljavaju.
Nezaposlenost je često dugotrajnog karaktera, vidljivo iz podatka da sredinom 1990-ih skoro dvije trećine nezaposlenih nikad nije radilo na plaćenom poslu. Istraživanje 2005. pokazalo je da oko 40% nezaposlenih nije radilo u zadnje tri godine, dok oko 59% nezaposlenih nikad nije imalo posao. Nezaposlenost je česti uzrok kriminala i društvenih nemira. Svjetska kriza je dodatno pogoršala stanje, te je izazvala gubitak oko milijun radnih mjesta. U rujnu 2010. preko trećine južnoafričkog radno aktivnog stanovništva bilo je nezaposleno.

### Odljev mozgova
Odljev mozgova česta je pojava u Južnoafričkoj Republici. Prema procjenama Južnoafričkog statističkog ureda između milijun i 1,6 milijuna profesionalaca odselilo se iz države od 1994. godine. Odlaskom svakog ovog radnika 10 niskokvalificiranih osoba izgubi posao. Razlozi iseljavanja visokokvalificiranih radnika su višestruki, a ispitani pojedinci često kao razloge navode visoku stopu kriminala i opadajuću kvalitetu života. Kvalificirani bijeli Južnoafrikanci kao razlog svog odlaska često navode postapartheidsku državnu politiku.
Na iseljavanje ovo dijela stanovništva utjecala je i velika potražnja za visokokvalificiranim radnicima u Ujedinjenom Kraljevstvu, Sjedinjenim Državama, Novom Zelandu, Kanadi i Australiji. Ove države često su regrutirale stručnjake upravo u JAR-u. U razdoblju između 1990. i 1996. oko polovice odljeva mozgova bilo je usmjereno prema Velikoj Britaniji. Najviše pogođen ovom pojavom je zdravstveni sektor. Gubitak investicija uloženih u osposobljavanje doktora je 1,41 milijarda dolara, dok je dobit za zemlje u koje se ovi radnici iseljavaju ogromna. Prema procjeni samo Ujedinjeno Kraljevstvo primitkom ovih radnika dobilo je 2,7 milijardi dolara.

## Razine dohotka
| Godina | Bijelci | Obojeni | Azijci | Crnci |
| ------ | ------- | ------- | ------ | ----- |
| 1917.  | 100     | 22,0    | 22,1   | 9,1   |
| 1924.  | 100     | 20,0    | 19,4   | 7,9   |
| 1936.  | 100     | 15,6    | 23,1   | 7,6   |
| 1946.  | 100     | 16,3    | 23,0   | 8,9   |
| 1956.  | 100     | 16,9    | 21,9   | 8,6   |
| 1960.  | 100     | 15,9    | 17,1   | 8,1   |
| 1970.  | 100     | 17,3    | 20,2   | 6,8   |
| 1975.  | 100     | 19,4    | 25,4   | 8,6   |
| 1980.  | 100     | 19,1    | 25,5   | 8,5   |
| 1987.  | 100     | 20,9    | 30,2   | 8,5   |
| 1993.  | 100     | 19,3    | 42,0   | 10,9  |
| 1995.  | 100     | 20,0    | 48,4   | 13,5  |
| 2000.  | 100     | 23,0    | 41,0   | 15,9  |
| 2008.  | 100     | 22,0    | 60,0   | 13,0  |

Južnoafričku Republiku karakteriziraju velike razlike prihoda i bogatstva. Dobra razina gospodarskog rasta u razdoblju poslije apartheida dovela je do pada siromaštva zbog porasta prihoda, ali u istom razdoblju je porasla nejednakost. Visoka razina nejednakosti prihoda u tom razdoblju još je više porasla, te je od 1993. do 2008. Gini koeficijent porastao za četiri postotna boda, od 0,66 do 0,70, zbog čega je bogatstvo ove zemlje još više koncentrirano u najvišem sloju. Nejednakost u urbanim i ruralnim sredinama se mijenja: iako je siromaštvo puno češće u ruralnim krajevima nego u urbanim, stopa siromaštva u ruralnim dijelovima pada, dok u gradovima raste.
Iako u konstantnom padu, nejednakost u dohotku između pripadnika različitih rasnih skupina još uvijek je velika. Razina dohotka raste među svim skupinama, ali još uvijek veliki broj crnaca živi u siromaštvu. Općenito se može reći da su crnci siromašniji od obojenih, koji su siromašniji od Indijaca, koji su siromašniji od bijelaca. Godine 2000., prosječno bijelačko kućanstvo imalo je prihode šest puta veće nego crnačko kućanstvo. Prema stanju 2004., 29,8% svih kućanstava imalo je prihode manje od 9600 R godišnje, dok je 10,3% kućanstava imalo prihode veće od 153.601 R godišnje.
Prosječni prihod su porasli u kućanstvima s 10.741 R 1993. na 24.409 R 2008. godine, ali te brojke ne prikazuju realno stanje među kućanstvima. Dohodak crnaca u tom razdoblju porastao je s 6.018 R na 9.718 R, u kućanstvima obojenih rast je bio s 7.498 na 25.269, dok je dohodak u bijelačkim kućanstvima porastao s 29.372 R na 110.195 R. Iako je prosječna vrijednost dohotka porasla za 130% od 1993. do 2008., središnja vrijednost je narasla samo za 15% u istom razdoblju, s 4.444 na 5.096 R, što znači da su nositelji rasta bili zapravo vrlo mali broj kućanstava, većinom bijelačkog stanovništva.
Prema jednom istraživanju oko 47% Južnoafrikanaca živi u siromaštvu, od čega 56% crnaca, te 2% bijelaca. Prema HDI indeksu Programa Ujedinjenih naroda za razvoj, JAR se nalazi na 110. mjestu od 169 zemalja (stanje 2010.). Ovaj izvještaj priznaje lagani napredak od 1980. godine. Prema indeksu siromaštva (HPI-1), JAR se nalazi na 85 mjestu od zemalja na popisu.
Prema društvenim kategorijama iz vremena apartheida, 56% crnaca, 27% obojenih, 9% Indijaca i 2% bijelaca živi ispod crte siromaštva. U prošlosti je nejednakost u JAR-u bila većinom određena rasnom pripadnošću, dok je danas nejednakost porasla unutar rasnih skupina, jer je u svakoj skupini produbljen jaz između bogatih i siromašnih.
Prema jednoj procjeni 2004., 10,4% Južnoafrikanaca pripada „gornjem srednjem sloju”, koji godišnje zarađuje više od 40.000 R.

## Vanjske poveznice
- Južnoafrička središnja banka - ekonomski i financijski podaci  Arhivirana inačica izvorne stranice od 9. siječnja 2006. (Wayback Machine)
- Južnoafrički ured za statistiku